# Південне Касаї

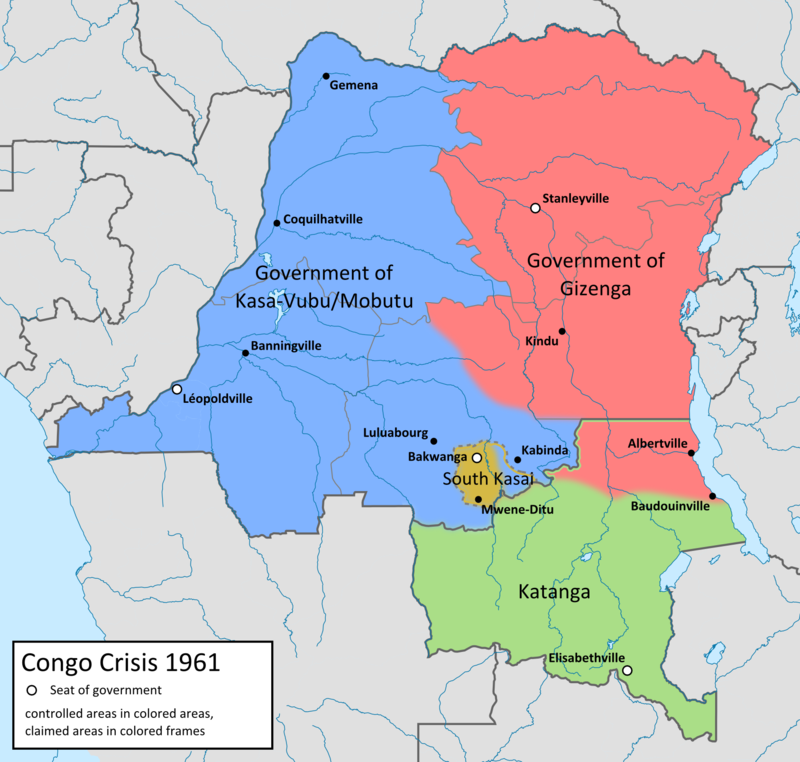

Південне Касаї (фр. Sud-Kasaï) — невизнана сецесіоністська держава, яка існувала в межах Республіки Конго (сучасна Демократична Республіка Конго) на початку 1960-х років, в період Конголезької кризи.

## Історія
У травні 1960 року Конголезький національний рух (фр. Mouvement National Congolais, MNC), на чолі з Патрісом Лумумбою, виграла парламентські вибори, де Лумумба став прем'єр-міністром, а президентом лідер партії Асоціація народу баконго (фр. Association des Bakongo, ABAKO) Жозеф Касавубу. Не зважаючи на те що MNC отримало більшість місць, Лумумба не зміг взяти під контроль провінційний уряд Південного Касаю. На посаду президента провінції він призначив Бартелемі Мукенге, тоді як Калонджі було відмовлено у важливій міністерській посаді в національному уряді Лумумби. Мукенге намагався об'єднати уряд і навіть запропонував члену MNC Джозефу Нгалулі посаду в його кабінеті. Нгалула відхилив пропозицію, і 14 червня MNC вирішив створити альтернативний уряд в Південному Касаї під його керівництвом. 
3 липня центральний уряд наказав заарештувати організаторів самопроголошеного уряду MNC, спричинивши заворушення в Лулуабурзі. Спочатку планувався поділ провінції Касай на дві частини, щоб дозволити створити квазіавтономний уряд MNC. Пропоновану провінцію назвали Федеративною державою Південного Касаю (фр. État fédératif du Sud-Kasaï). Однак після повного відокремлення Катанги і відвідин її на початку серпня Калонжи, 8 серпня він заявив, що ПК має стати в будь-якому випадку незалежним. В той час у провінції відбувалися міжетнічні сутички між племенами Луба, представником яких був Калоджи, та Лулуа.
9 серпня 1960 року було створено Гірничу державу Південний Касай (фр. État minier du Sud-Kasaï), де президентом став Альбер Калонджи, а главою уряду - Жозеф Нгалула. Офіційна назва країни була Автономна державаПівденна Касаї (фр.  État autonome du Sud-Kasaï). Однак, на відміну від Катанги, Південний Касай не проголошував повну незалежність від республіки Конго і не відкидав конголезький суверенітет. На практиці Південний Касай, незалежність якого підтримали вожді Луби, мав значно більше повноважень, ніж інші провінції. Видобуток і експорт діамантів був головним надбанням держави. Державу сецесіоністів підтримували бельгійські гірничодобувні компанії, зацікавлені в збереженні контролю над шахтами, а також Франція і ПАР, але не надавали дипломатичного визнання.
Центральний уряд Конго вирішив придушити таке відокремлення силою, враховуючи також те, що Південний Касай перекривав залізничне сполучення до Катанги. 23 серпня Національна Конголезька армія (Фр. Armée Nationale Congolaise, ANC), за підтримки СРСР та ЧССР, почала операцію по захопленню держави. 26 серпня ANC захопили Баквангу і вчинили розправу над місцевими мешканцями, вбивши 3 тис. людей. Через осуд і тиск ООН, який назвав різанину геноцидом, 18 вересня Мобуту пообіцяв припинити бойові дії, а 23 вересня ANC вийшов із Південного Касаю. В листопаді відновилися сутички поміж повстанцями Луба та Лулуа.
Поміж Калонджи та Нгалулою, які мали різні погляди на управління державою, зростала напруга. Калонджи бажав аби уряд формувався на традиціях і на звичаях народу Луби, тоді як Нгалула віддавав перевагу демократичній системі управління. За перші кілька місяців свого існування в Південному Касаї змінилося п’ять урядів. Незважаючи на те, що держава отримала певну підтримку з боку Бельгії, жандармерія була погано оснащена і постійно мала дефіцит запасів та боєприпасів.
Після державного перевороту в Конго, який усунув Лумумбу від влади, Калонджи намагався розвинути добрі стосунки з конголезьким урядом. Генерал Жозеф-Дезіре Мобуту вирішив використати Південний Касай для страти своїх політичних опонентів. Такі розправи призвели до того, що сецесіоністську державу прозвали «Національний двір м'ясника». 
12 квітня 1961 року через етнічну приналежність народу Луби до Південного Касаю на зборах вождів Калонджи проголосив себе мулопве (королем). Щоб уникнути звинувачень в узурпації влади, новий монарх тут же відрікся на користь сина. 16 липня Калонджи відмовився від статусу монарха, проте зберіг за собою титул мулопве, і змінив своє ім'я на Альбер I Калонджи Дітунга. Статус держави також було змінено на Федеративне королівство Південного Касаю (фр. Royaume fédéré du Sud-Kasaï). Такі дії не схвалювали навіть представники народу Луби і Калоджи фактично втратив своїх прихильників. Невдовзі він був публічно засуджений і дезавуйований 10-ма представниками Південного Касаю в парламенті Леопольдвіля, що поклало початок процесу розпаду сецесіоністської держави.
Наприкінці жовтня 1961 р. Калонджи та кілька представників Лулуа уклали символічний союз, намагаючись припинити племінний конфлікт Люба-Лулуа. 2 грудня у парламенті виступив комуніст Крістоф Гбен'є, який запропонував парламенту за злочини Калонджи зняти з нього недоторканність. 30 грудня він був узятий під варту ANC в Леопольдвілі й засуджений до 5 років ув'язнення.
9 березня 1962 року парламент Леопольдвіля під керівництвом прем'єр-міністра Сіріла Адули погодився змінити Конституцію і надав Південному Касаю офіційний статус провінції Конго. У квітні 1962 року війська ООН увійшли до Південного Касаю.
7 вересня Калонджи втік із в'язниці і повернувся до Південного Касаю, сподіваючись відновити своє офіційне положення на місцевих виборах. У ніч з 29 на 30 вересня військові командири в Південному Касаї  здійснили переворот проти режиму Калонджи. Калонджи та генерал Дінанга були поміщені під домашній арешт, але вони втекли через кілька днів. Потім Калонджи втік до Парижу, згодом Іспанії. 5 жовтня до Бакванги прибули урядові війська, щоб розбити останні сили прихильників Калонджи та підтримати повстанців.